# STUN
STUN(Session Traversal Utilities for NAT)은 실시간 음성, 비디오, 메시징 애플리케이션, 그리고 기타 상호작용 통신 부문에서 네트워크 주소 변환(NAT) 게이트웨이의 트레버설을 위한, 네트워크 프로토콜을 포함하는 메소드들의 표준화된 모임이다.
STUN은 상호 연결 확립(ICE), 세션 개시 프로토콜(SIP), WebRTC 등의 기타 프로토콜들에 의해 사용되는 도구이다. 호스트가 네트워크 주소 변환기의 존재를 찾아내고 NAT의 원격 호스트에 대한 애플리케이션의 사용자 데이터그램 프로토콜(UDP) 플로를 위해 할당된 매핑된 (보통은 퍼블릭) 인터넷 프로토콜(IP) 주소와 포트 번호를 발견하기 위한 도구를 제공한다. 이 프로토콜은 대개 퍼블릭 인터넷인 NAT의 반대(퍼블릭)편에 위치한 서드파티 네트워크 서버(STUN 서버)로부터의 도움이 필요하다.
원래 STUN은 Simple Traversal of User Datagram Protocol (UDP) through Network Address Translators의 준말이었으나, 이 제목은 STUN의 이름은 그대로 보존하되 RFC 5389로 출판된 업데이트된 메소드 방식 사양에서 변경되었다.

## 설계
STUN은 통신 프로토콜들이 2개의 통신 종단점 사이의 경로에 위치한 네트워크 주소 변환기를 찾아내고 횡단할 수 있게 하는 도구이다. 가벼운 클라이언트-서버 프로토콜로 구현되어 있으며, 일반적으로 인터넷인 쉽게 접근 가능한 네트워크에 위치한 서드파티 서버의 단순 쿼리 및 응답 구성 요소만 요구한다. 클라이언트 사이드는 음성 인터넷 프로토콜(VoIP) 전화 또는 인스턴트 메신저 클라이언트 등의 사용자의 통신 애플리케이션에 구현되어 있다.